# Paola Cuccarolo
Paola Cuccarolo (Padova, 21 ottobre 1979) è una tiratrice a volo italiana, campionessa italiana, europea e mondiale nel tiro a volo.

## Carriera
Già due volte campionessa italiana, ha vinto nel 1997 il titolo di campionessa europea nel 1997 e nel 2001 quello di campionessa del mondo nel tiro a volo.